# 瀝キョウ駅
瀝滘駅（れききょうえき）は、中華人民共和国広東省広州市海珠区環島路に位置する広州地下鉄3号線及び広仏地下鉄（広仏線）の駅である。

## 歴史
- 2006年12月30日：広州地下鉄3号線の駅として開業[1]。
- 2018年12月28日：広仏地下鉄（広仏線）の開業により乗り換え駅となる[2]。

## 駅構造
3号線は島式ホーム1面2線、広仏線は相対式ホーム2面2線の地下駅である。広仏線の駅西側には片渡り線が、東側には両渡り線が設置されています。
駅には南北2つのコンコースが設置されていますが、現在利用可能なのは北コンコースのみで、南コンコースは訓練施設として使用されています。南コンコースが位置する海心沙島は大型交通ターミナルとして計画されていましたが、現時点ではこの計画は実現していません。

### のりば
| 番線                    | 路線     | 行先                           |
| ----------------------- | -------- | ------------------------------ |
| 3号線ホーム（地下3階）  |          |                                |
| 1                       | ■ 3号線  | 海傍方面                       |
| 2                       | ■ 3号線  | 機場北・天河バスターミナル方面 |
| 広仏線ホーム（地下2階） |          |                                |
| 3                       | ■ 広仏線 | 降車ホーム                     |
| 4                       | ■ 広仏線 | 仏山市街 新城東方面            |

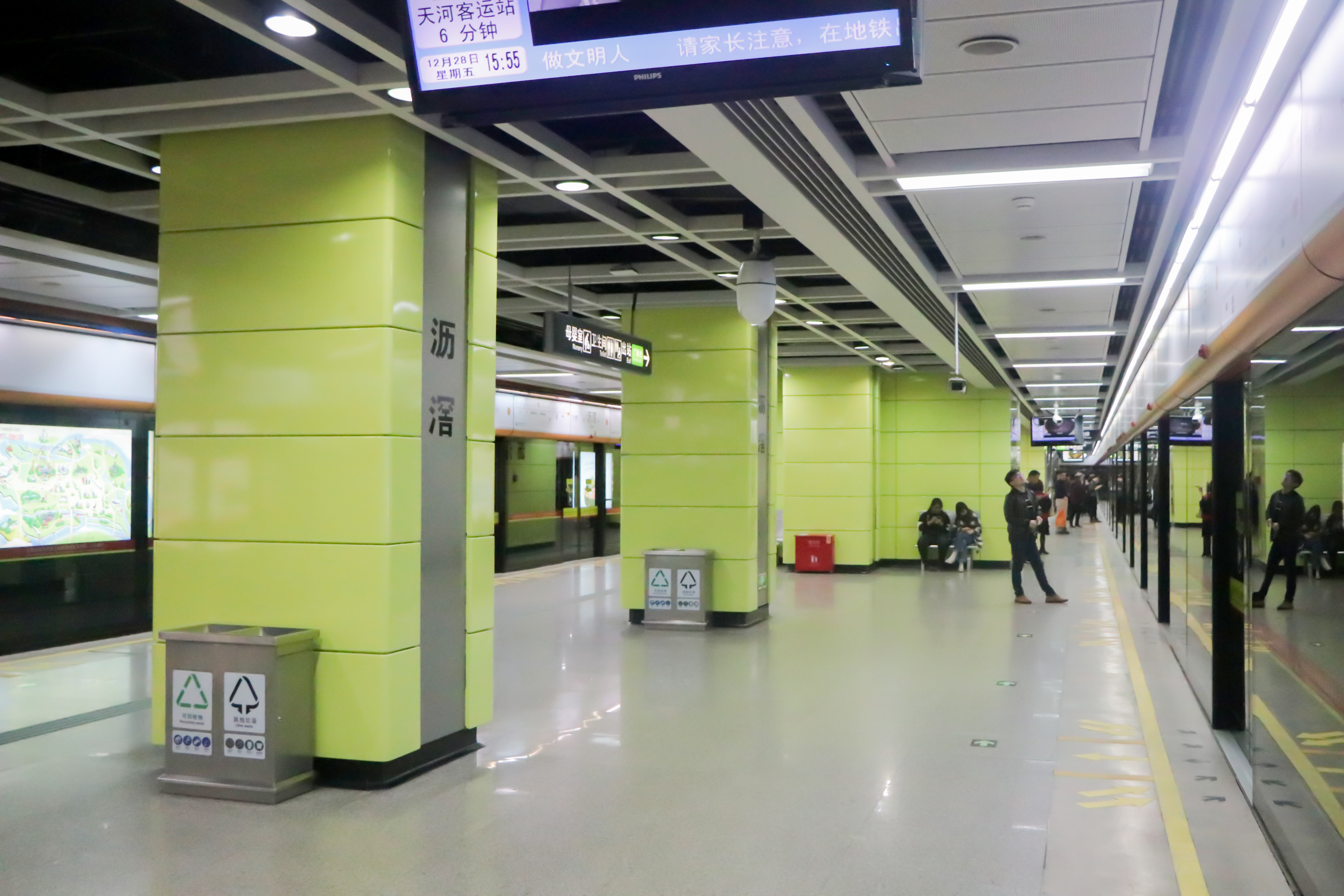
3号線ホーム
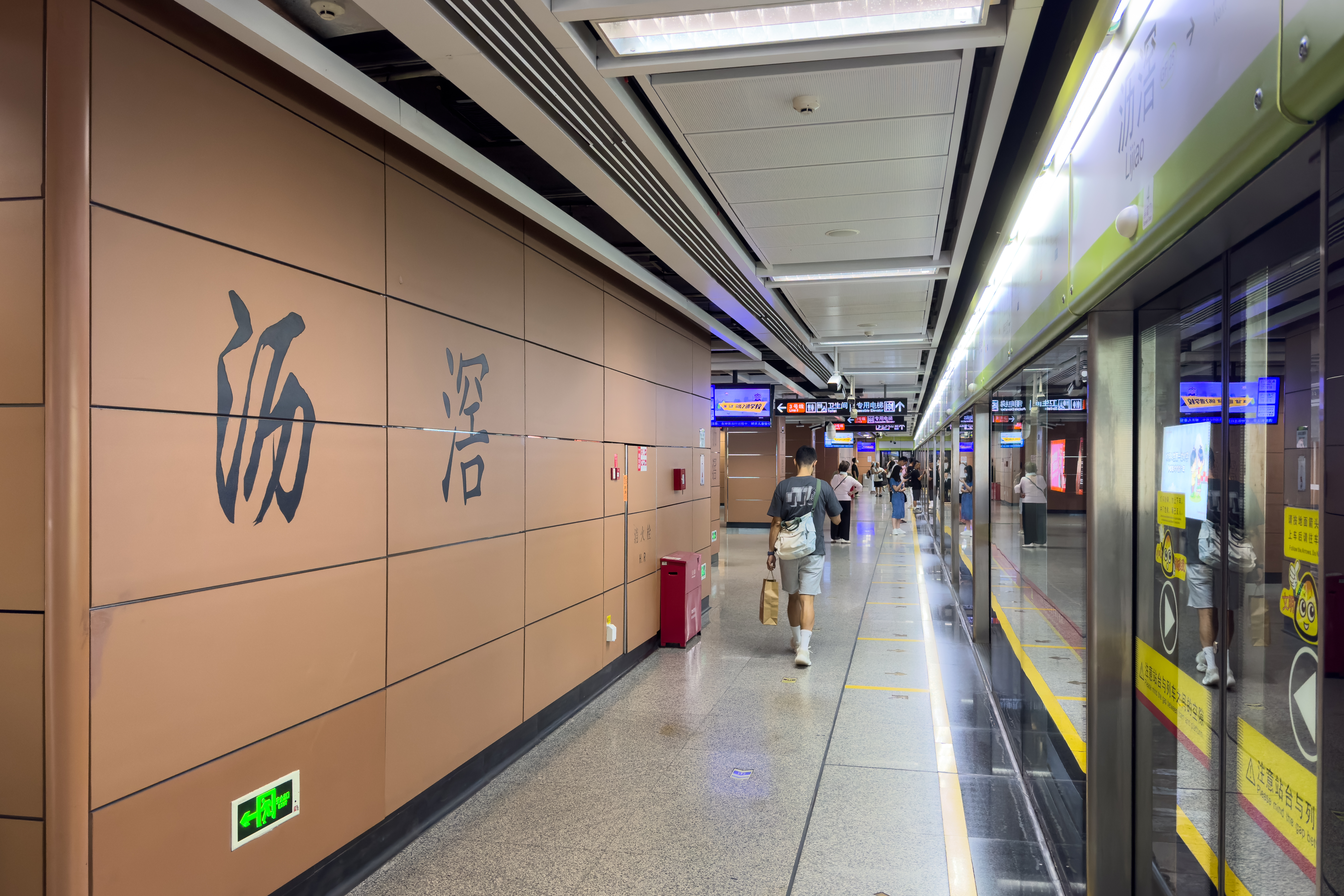
広仏線4番線ホーム
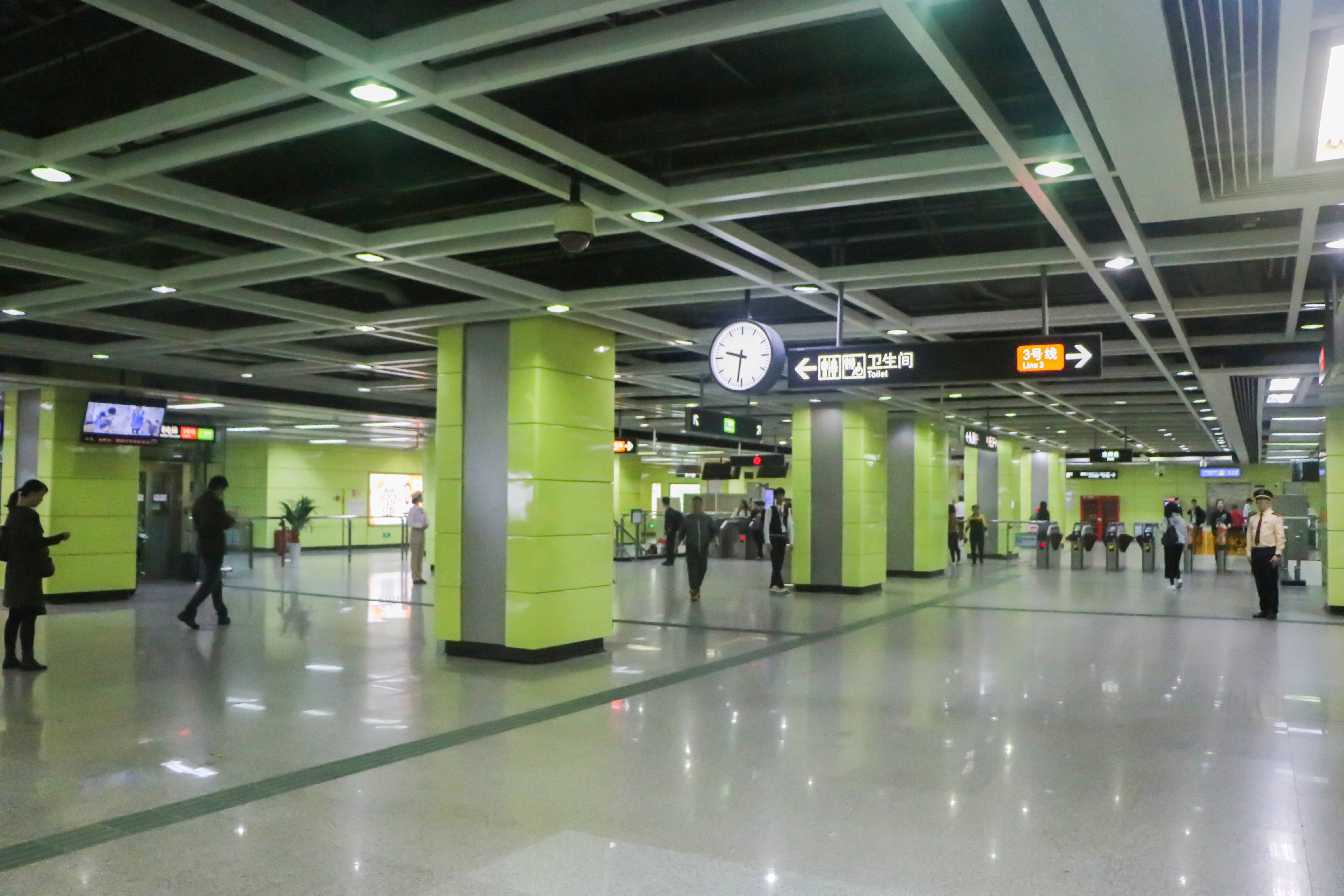
北コンコース

## 駅周辺
- 瀝滘村
- 海心沙島
- 盛景家園

## 隣の駅
広州地下鉄
■ 3号線
廈滘駅 305 - 瀝滘駅 306 - 大塘駅 307
■ 広仏地下鉄
南洲駅 GF24 - 瀝滘駅 GF25